# 아지오카역
아지오카역(일본어: 味岡駅, あじおかえき)은 일본 아이치현 고마키시에 있는 메이테쓰 고마키선의 역이다. 역 번호는 KM04이다.

## 역사
- 1931년 4월 29일: 영업 개시.
- 1949년 10월 11일: 역무원 배치.
- 1987년 6월 14일: 고가화.
- 2003년 3월 27일: 트랜 패스 도입, 역 집중 관리 시스템 도입에 의하여 다시 무인화.
- 2011년 2월 11일: IC카드 승차권 "manaca" 공용 개시.
- 2012년 2월 29일: 트랜 패스 공용 종료.

## 역 구조
상대식 승강장의 가진 고가역이다. 2014년, 배리어 프리화 공사에 의해서 서쪽 승강장에 엘리베이터가 설치되었다. 현재는 트랜 패스 대응 공사에 의하여 무인화가 되었는데, 한때는 특수근무역이었다. LED식 정보 표시 장치가 설치되었다.

### 승강장
| 노선       | 방향 | 행선                    |
| ---------- | ---- | ----------------------- |
| ■ 고마키선 | 하행 | 이누야마 방면           |
| ■ 고마키선 | 상행 | 고마키・헤이안도리 방면 |

## 역 주변
- 아지오카 시민 센터
- 고마키 아지오카 우체국
- JA오와리추오 아지오카
- 청류정 - 료테이, 부지 내에 있는 등나무가 유명하다.
- 세이유 아지오카점
- 고마키 시립 아지오카 초등학교
- 고마키 시립 아지오카 중학교
- V토피아 - 스포츠 센터

## 사진

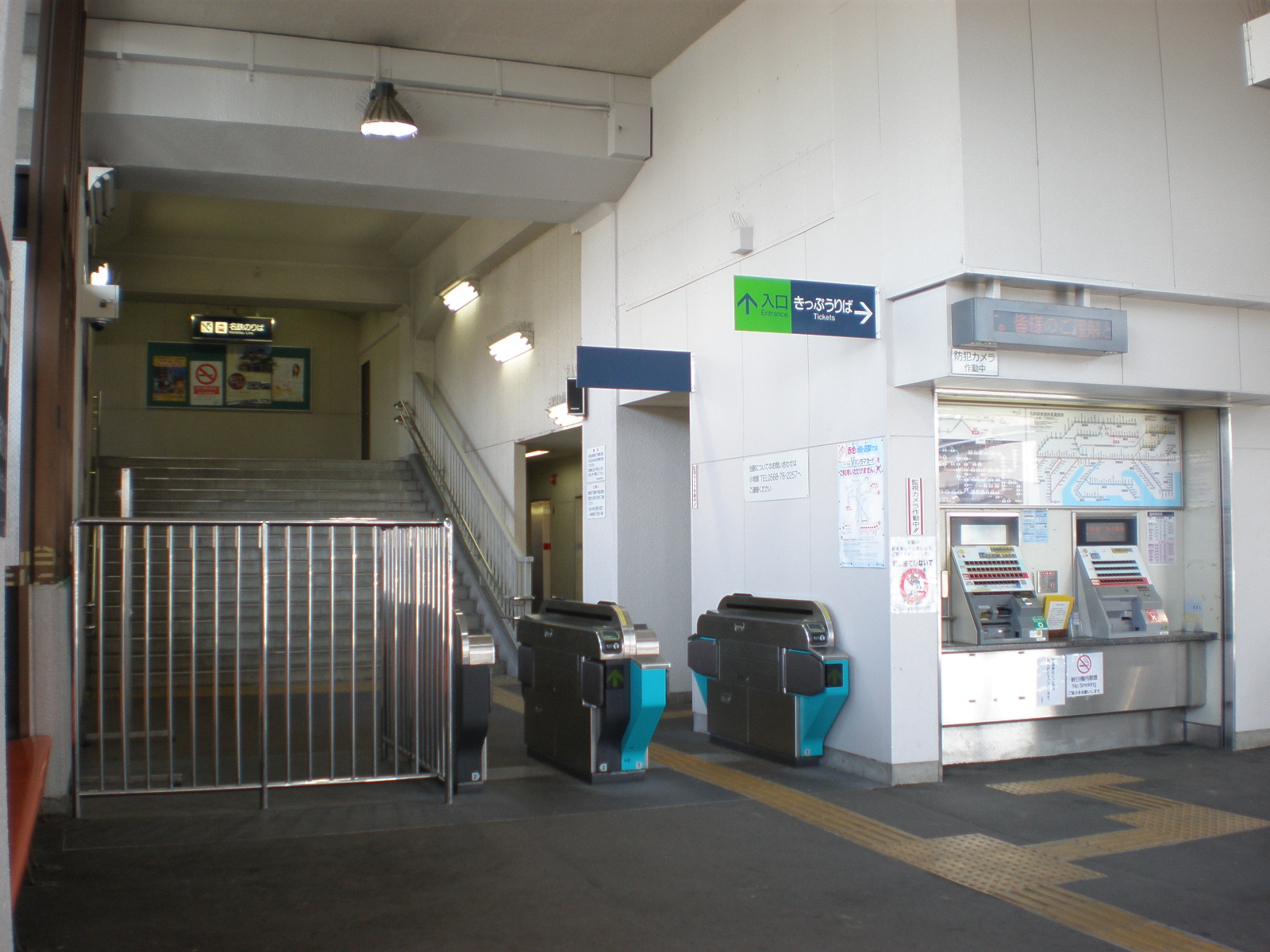
개찰구

## 인접역
| 나고야 철도 ■ 고마키선        | 나고야 철도 ■ 고마키선 | 나고야 철도 ■ 고마키선            |
| ----------------------------- | ---------------------- | --------------------------------- |
| KM05 고마키하라 가미이다 방면 |                        | 다가타진자마에 KM03 이누야마 방면 |